# 아서 필립
아서 필립(Arthur Phillip, 1738년 10월 11일 ~ 1814년 8월 31일)은 영국 해군 군인 겸 정치가이자 식민지 행정관 겸 외교관이다. 그는 유럽 국가 식민지 사상 최초의 오스트레일리아 총독으로 임명되었다. 또한 1788년 현재 시드니 시가 되는 장소를 유배지로 선택했던 인물이다.

## 생애
아서 필립은 1738년 독일인 교사 야곱 아서와 영국 여성 엘리자베스 사이에서 외동아들로 런던에서 태어났다. 아직 그가 출생 이전 그의 어머니 엘리자베스는 영국 해군 상사 출신의 군인과 1번째 결혼했었고, 1번째 남편 사후에 독일 출신 야곱과 재혼했다. 야곱과 엘리자베스 사이에서 출생한 아서는 그리니치 병원 학교에서 배웠고, 13세 때 상선의 선원으로 입문했다.
그는 15세 때 영국 해군에 입대하여 칠년전쟁 중 메노르카섬 해전에 참가했다. 1761년 해군 소위 임관 후 1762년 해군 중위로 임명되었으나, 1763년에 칠년 전쟁이 끝날 때 현역에서 제대하여 반급 상태가 되었다. 이 시기에 결혼을 하고 햄프셔에 목장을 샀다.
1774년 그는 스페인 전쟁에 참가하기 위해 포르투갈 해군에 입대했다. 1778년 본국인 영국이 전쟁에 반대했기 때문에, 그는 영국으로 돌아왔다. 그리고 1779년 처음으로 자신의 함선 《바실리스크 호》를 지휘하게 되었다. 1781년에 《유로파 호》를 지휘하게 되었지만, 1784년에 다시 반급 상태로 돌아왔다.

### 뉴사우스웨일스 총독 시기
1786년 10월, 그는 영국 해군의 《시리우스 호》의 선장으로 임명되었으며, 동시에 오스트레일리아 동해안 영국의 유배 식민지인 뉴사우스웨일스 총독으로 임명되었다. 이 임명은 조지 로즈에 의한 것이었으며, 그는 아서의 목장 근처에 살면서 아서의 목장에서 경험을 잘 알고 있었다.
그가 8개월이 걸릴 위험한 오스트레일리아로 항해할 선원을 모으는 것은 쉽지 않은 일이었다. 그는 새로운 식민지에서 무엇이 발견될지 몰랐기 때문에, 필요한 것은 모두 영국에서 가져와야 했다. 항해를 위한 지원은 거의 없었고, 그가 제시한 농업과 건설, 수공업 경험이 있는 인물이 선원에 포함되어야 한다는 제안은 기각되었다. 778명의 포로 중 대부분이 런던 빈민가의 절도범이었다. 그는 해병대의 부대와 식민지를 경영하는 관리 몇 사람과 함께 식민지를 향해 출항했다.
11척의 선박이 참가한 최초의 항해는 1787년 5월 13일 시작되었다. 1788년 1월 18일 첫 배가 보타니 만에 도착했다. 그는 조셉 뱅크스의 권유에 따라 안전한 정박 시설보다는 수자원이 필요했기에 이 지역은 정착하는 데 적합하지 않다고 결정했다. 며칠 탐사 후에, 그는 포트잭슨 만에 갈 것을 결정하고 1월 26일에는 해병대와 죄수들이 포트잭슨 만에서 가까운 시드니 만에 도착했다.
이주 초기에는 물자가 한정되어 있었기 때문에 긴급한 식량 생산을 요구했다. 시드니 근교는 메마른 땅이었기 때문에 혼란과 어려움은 이루 말할 수 없었다. 또한 기후적 어려움과 대부분의 포로가 농업 지식을 가지고 있지 않았기 때문에 혼란을 더욱 부채질했다. 농기구는 적었고, 죄수들은 농경 노동에 반항적이었다. 따라서 식민지는 장기간 가혹한 기아 상태에 빠졌다. 많은 점에서 스스로를 통제하지 않았던 해병들은 죄수의 통제에는 관심을 보이지 않았다. 따라서 아서는 포로 중에서 감시원을 선택하여 다른 죄수들을 감독해야 했다. 이것은 1811년 이후 라클랜 맥쿼리에 의한 개혁으로 최고조에 이르러 포로 석방이 시작되었다.
그는 뉴사우스 웨일즈가 유배 식민지로서만으로는 경영할 수 없다는 인식을 가졌다. 그 무렵 헨리와 수잔나 케이블, 두 명의 죄수가 항해 중에 짐을 도난당하여 선박의 선장을 제소하려했다. 당시 영국의 죄수는 소송을 제기할 권리가 없었지만, 그는 소송을 제기할 권리를 인정했을 뿐만 아니라, 두 명의 포로를 옹호하여 고소한 선장에게 보상을 명령했다. 그는 영국을 출발하기 전에 "식민지에 노예 제도는 존재하지 않으며, 그래서 노예는 존재하지 않는다"고 선언했다. 하지만 이것에도 불구하고 그는 통제를 중시했고, 채찍과 교수형은 일상다반사였다.
그는 또한 시드니 주변에 거주하는 토착 원주민인 이오라 족에 대한 정책을 실시해야 했다. 그는 주인으로서 이오라 족을 정당하게 취급하지 않으면 안된다고 명령하였고, 그들을 죽인 사람은 교수형에 처했다. 그는 베네롱이라는 이오라 족에게 힘을 실어주었고, 나중에 그를 영국으로 데려갔다. 맨리는 해안에서 오해가 생겨 이오라 족을 창으로 허리를 찌르고, 하인에게 입단속을 시켰다. 정착민들이 이오라 족을 부당하게 취급하고 있는 가운데, 그는 이로라 족의 믿음과 찬사를 받은 후 귀환했다. 하지만 곧 천연두 등 유럽에서 반입된 질병에 의해 이오라 족의 인구는 급격히 감소했다.
그가 직면했던 가장 큰 문제는 대규모 토지의 양도를 요구한 군인들이었다. 군인들은 식량 생산을 최우선으로 요구받고 있었지만, 그들은 식량 생산보다 토지를 얻기에 더 열심이었다. 결과적으로 괴혈병이 유행하고 1788년 아서는 식량을 모으기 위해 케이프타운에 배를 파견해야 했었다. 그리고 음식 배급제가 시작되었고 식량을 훔친 사람은 교수형에 처했다.

## 갤러리

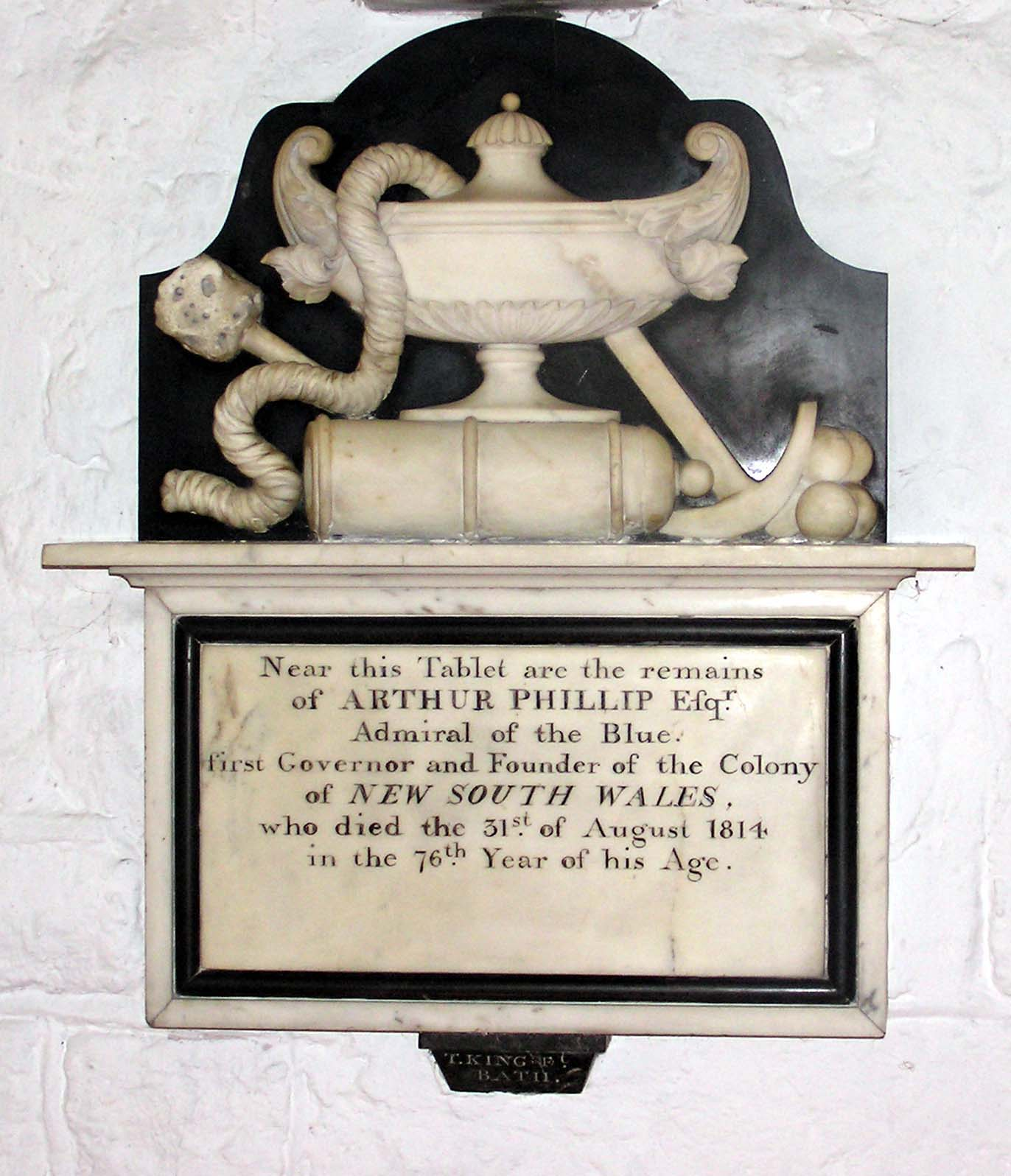
오스트레일리아 채플의 벽에 있는 아서 필립 기념관, 배섬프튼
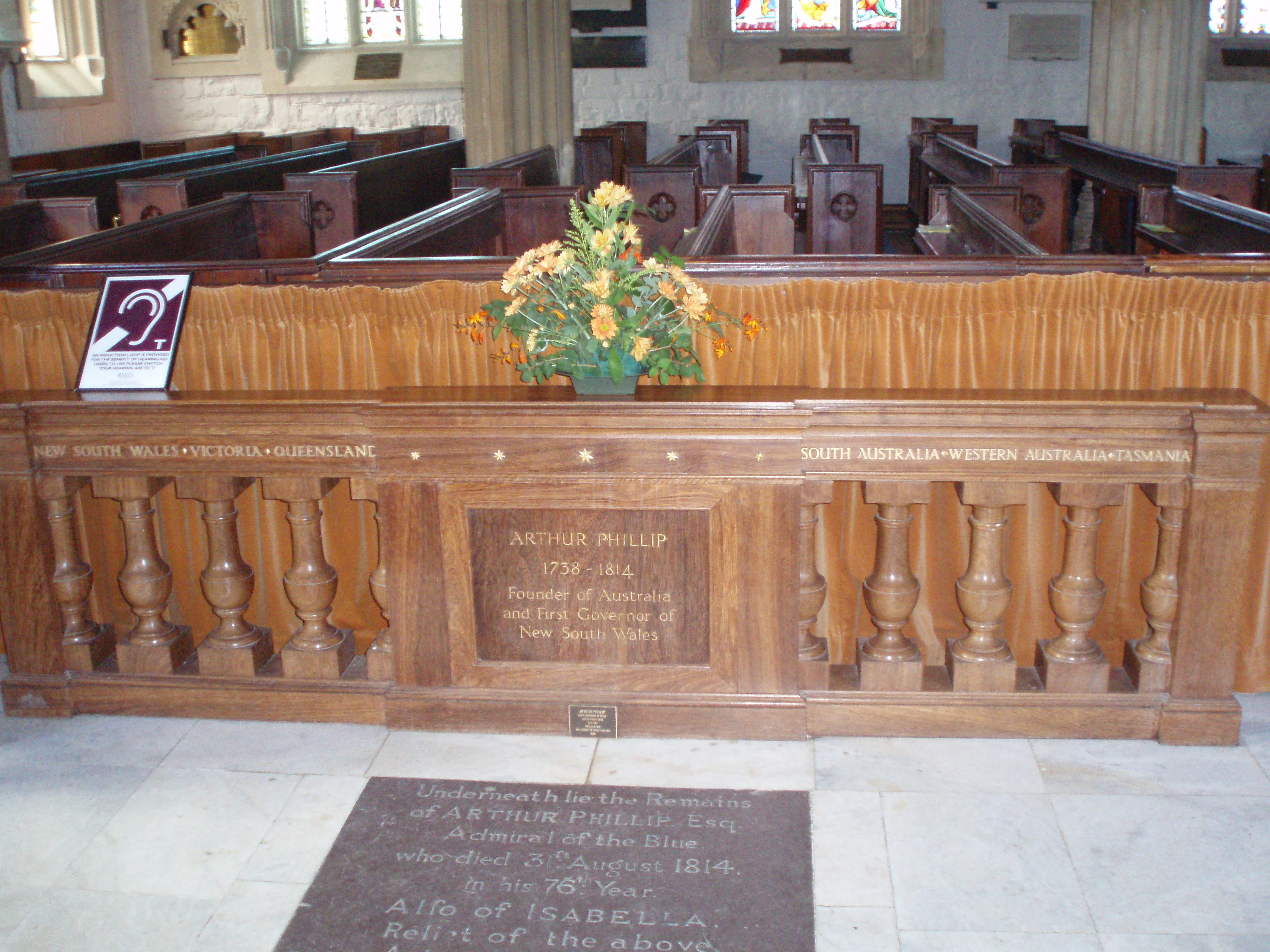
배섬프튼 기념관
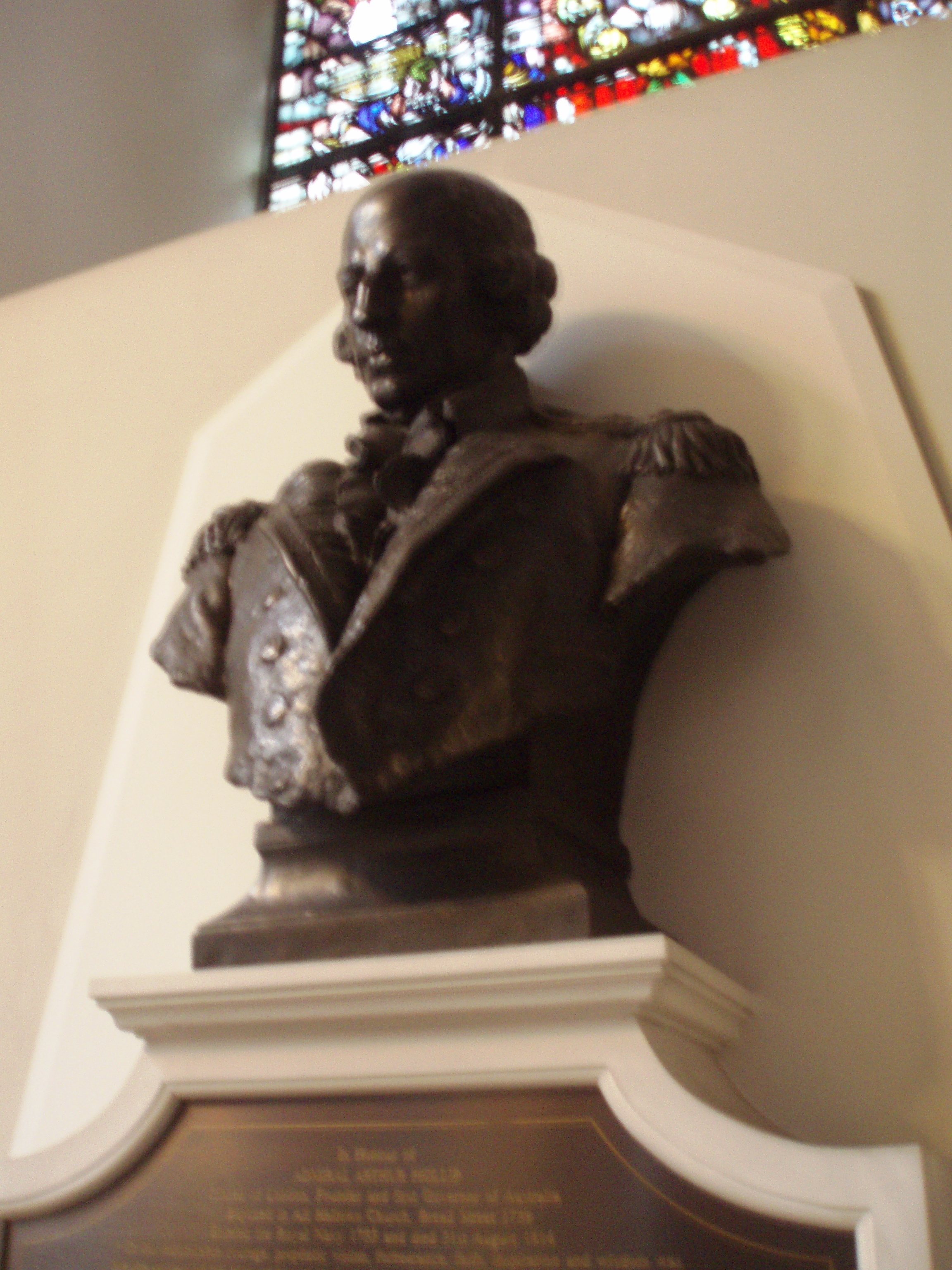
세인트 마리아에 있는 필립의 흉상